# Luigi Lacquaniti
Luigi Lacquaniti (Oppido Mamertina, 6 novembre 1966) è un politico italiano.

## Biografia
Originario di Palmi, prende il nome dal nonno Gino Lacquaniti, geografo calabrese e docente all'Università di Messina. A 8 anni lascia la Calabria e segue la famiglia a Desenzano del Garda dove il padre è insegnante.
Dopo la Maturità Classica comincia a interessarsi di politica. Nel 1996 si laurea in Giurisprudenza all'Università Statale di Milano.
Di formazione cattolica dopo essere stato coordinatore del Circolo di Desenzano di Democrazia è Libertà - La Margherita, lascia per qualche tempo la militanza politica e presiede le Acli del basso Garda bresciano. 
Nel 2004 torna a fare politica attiva e s'iscrive ai Democratici di Sinistra.
Dopo lo scioglimento dei DS e la nascita del Partito Democratico aderisce a Sinistra Ecologia Libertà.
Nel frattempo incontra la Chiesa evangelica valdese di Brescia e aderisce alla confessione valdese.
Alla fine del 2012 è candidato alle Primarie di SEL e ne viene designato capolista per la circoscrizione Lombardia 2, venendo eletto. Al secondo Congresso nazionale di Sinistra Ecologia Libertà non si riconosce nel documento politico approvato dalla maggioranza congressuale che sancisce l'abbandono del Centrosinistra. 
Nel giugno 2014 lascia con altri undici deputati Sinistra Ecologia Libertà e aderisce in novembre al Gruppo del Partito Democratico.
Al Congresso nazionale del PD del 2017 appoggia la candidatura di Andrea Orlando. 
Nel gennaio del 2018, al termine del mandato parlamentare, è entrato a far parte del Comitato scientifico di LIREC - Centro Studi sulla libertà di religione, credo e coscienza.

Dopo una lunga pausa nell'attività politica, Lacquaniti ha annunciato il sostegno alla candidatura di Elly Schlein alle Primarie 2023.

Nell'agosto 2024 è stato nominato componente del Comitato della "Fiera Regionale Agricola, Artigianale, Commerciale" di Lonato del Garda.

## Attività parlamentare
Componente della Commissione attività produttive, commercio, turismo della Camera, della Commissione difesa, e infine della Commissione Agricoltura.
Membro della Giunta delle Elezioni della Camera.
Componente della Commissione parlamentare d'inchiesta sui casi di morte e di gravi malattie per esposizione a uranio impoverito e a metalli pesanti.